# Eleccions legislatives d'Israel de 1992
Les eleccions legislatives d'Israel de 1992 se celebraren el 29 de maig de 1992 per a renovar els 120 membres de la Kenésset.

## Antecedents
A les Eleccions legislatives d'Israel de 1988 el partit més votat fou el Likkud i el seu líder Isaac Shamir fou nomenat Primer Ministre d'Israel en un govern de coalició amb el Partit Nacional Religiós, Xas, Agudat Israel i Déguel ha-Torà. La ferotge repressió dirigida contra la primera intifada va provocar el seu aïllament internacional i que es veiés obligat a participar en la Conferència de Pau de Madrid de 1992.

## Resultats
|  | Partit Laborista Israelià      | 906.810   | 34,7% | 44  | ▲5  |
|  | Likkud                         | 651.229   | 24,9% | 32  | 8   |
|  | Nou Moviment - Mérets          | 250.667   | 9,6%  | 12  | ▲2  |
|  | Tsómet                         | 166.366   | 6,4%  | 8   | ▲6  |
|  | Partit Nacional Religiós       | 129.663   | 5,0%  | 6   | ▲1  |
|  | Xas                            | 129.347   | 4,9%  | 6   | =   |
|  | Judaisme Unit de la Torà       | 86.167    | 3,3%  | 4   | 3   |
|  | Hadaix                         | 62.545    | 2,4%  | 3   | 1   |
|  | Molédet                        | 62.269    | 2,4%  | 3   | ▲1  |
|  | Partit Àrab Democràtic         | 40.788    | 1,6%  | 2   | ▲1  |
|  | Tehiyà                         | 31.957    | 1,2%  | 0   | 3   |
|  | Llista Progressista per la Pau | 24.181    | 0,9%  | 0   | 1   |
|  | Nou Partit Liberal             | 16.669    | 0,6%  | 0   | Nou |
|  | Gueulat Israel                 | 12.851    | 0,5%  | 0   | Nou |
|  | Total (participació 76,8%)     | 2.616.841 | 100%  | 120 | -   |

## Conseqüències
El partit més votat fou el Partit Laborista i el seu líder Yitshaq Rabbín fou nomenat Primer Ministre d'Israel fins al seu asassinat el 4 de novembre de 1995. Durant el seu mandat va signar els acords d'Oslo amb Yasser Arafat sota el patrocini del president Bill Clinton. Després del seu assassinat fou substituït per Ximon Peres, qui continuà amb la mateixa coalició de govern amb Mérets fins a les eleccions de 1996.